# Adelomyrmex micans
Adelomyrmex micans é uma espécie de formiga do gênero Adelomyrmex, pertencente à subfamília Myrmicinae.